# Menophra fuscata
Menophra fuscata là một loài bướm đêm trong họ Geometridae.